# Ukrainian Youth
«Ukrainian Youth» — друкований орган Ліги української католицької молоді.
Виходив неперіодично з травня 1934 до 1942 в Чикаго, Нью-Йорку і Пітсбургу українською (редактор Б. Катамай) та англійською мовами, пізніше тільки англійською (редактор Єва Піддубчишин).